# Silter
Il Silter è un formaggio a Denominazione di origine protetta (DOP).
È un formaggio a pasta dura, cotta e semigrasso, prodotto tutto l'anno, a partire da latte crudo.

## Storia
Si tratta di un formaggio tradizionale della Valle Camonica, derivato dal latte delle vacche di razza bruna, molto diffuse nelle zone montane delle valli bresciane. Prende il nome dal termine lombardo, di origine celtica, che designa il locale di stagionatura in malga.
Nonostante sia un formaggio bresciano antico, è divenuto DOP solo nel settembre 2015.

## Zone di produzione
Il formaggio si produce nei comuni ricadenti nelle Comunità Montane di Valle Camonica e parzialmente del Sebino Bresciano.
Particolarmente pregiate sono le forme realizzate nelle malghe dislocate sui monti Guglielmo, Maniva, nella zona del passo Crocedomini oltre alle Valli di Case di Viso e Santa Apollonia a Ponte di Legno .
La conservazione ottimale avviene in ambienti non troppo caldi che possono variare da una temperatura tra i 9 e i 14 °C. La stagionatura minima è di 100 giorni.

## Processo di produzione
Il processo produttivo è quello tipico dei formaggi alpini e prealpini a pasta dura: parziale scrematura per affioramento naturale, eventuale insemenzamento con innesto o starter autoctono, coagulazione con caglio di vitello in caldaia a circa 38 °C, rottura della cagliata, cottura della pasta caseosa a circa 50 °C, estrazione e formatura, salatura e maturazione, stagionatura.

## Marchio

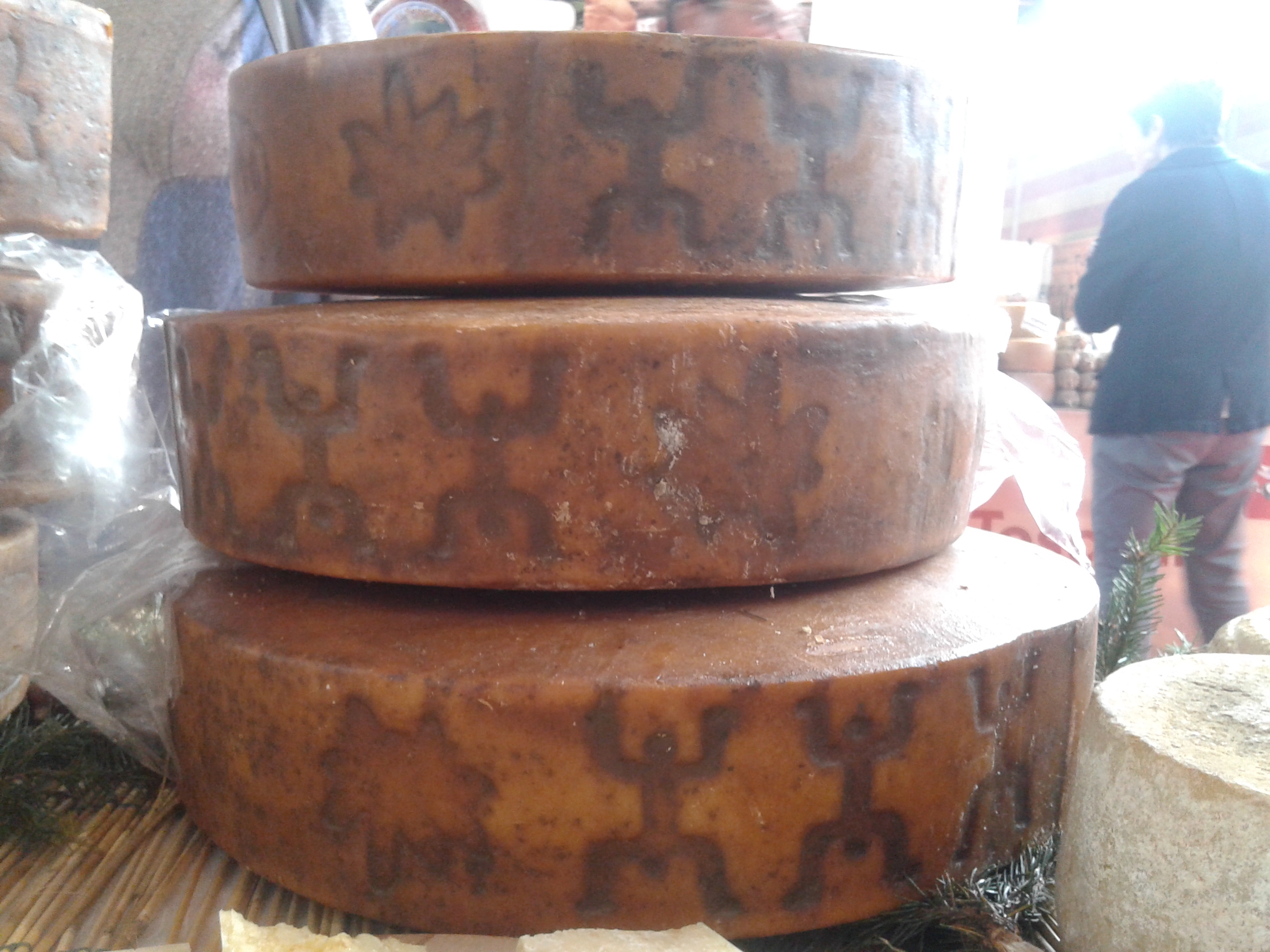
Scalzo Silter con marchi in rilievo

Il logo identificante il formaggio Silter è costituito da una scena agricola ritratta dalle celebri incisioni rupestri presenti nei comuni della media Val Camonica. Sullo scalzo sono ricavati i famosi pitoti camuni intervallati da due stelle alpine.

## Consumo e abbinamenti
Il Silter in cucina si presta a essere utilizzato come formaggio da grattugia (nel caso di prodotti stagionati) o come preparazione a sé stante.
Per rimanere nel territorio va abbinato (sia come ingrediente di una preparazione sia tal quale) con un Val Camonica IGT rosso (soprattutto le versioni merlot o marzemino). Quando molto stagionato, Val Camonica IGT passito.

## Caratteristiche principali[1]

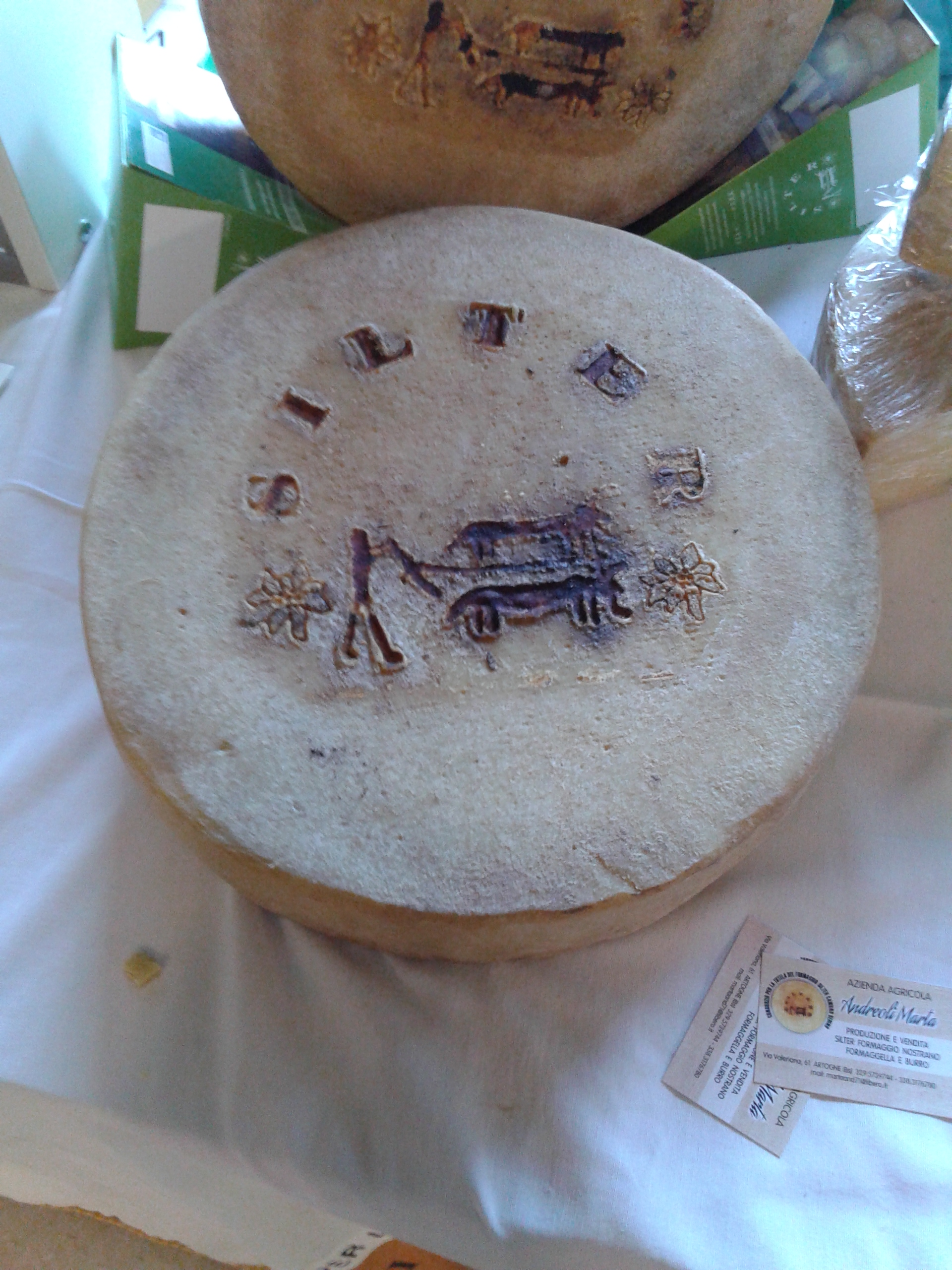
Faccia superiore di Silter con marchio in rilievo

- Forma cilindrica con diametro 34–40 cm
- Scalzo quasi dritto di 8–10 cm
- Peso 10-16 kg
- Contenuto in grasso 27-45% circa (s.s.)
- Umidità massima 40% (tal quale)
- Crosta dura e liscia, da giallo bruno al rossastro. A volte untuosa per la presenza dell'olio di lino
- Pasta di struttura da dura a lievemente granulosa col passare dei mesi. Colore da bianco a giallo intenso, in funzione della stagionatura e dell'alimentazione delle vacche
- Note olfattive lattico-animali, di erbe di montagna (nella versione di alpeggio) e di frutta secca, speziate e penetranti su prodotti molto stagionati
- Aromi intensi, caratteristici di formaggio valligiano e tipicamente di malga nella versione di alpeggio. Il gusto è dolce e lievemente sapido. Assume classiche note piccanti quando molto stagionato